# Natural History of the Azores, or Western Islands
Natural History of the Azores, or Western Islands (abreviado Nat. Hist. Azores) es un libro con ilustraciones y descripciones botánicas que fue escrito por el naturalista, entomólogo y ornitólogo inglés Frederick DuCane Godman y publicado en 5 volúmenes en los años 1870.